# At the Gates
 Ovo je glavno značenje pojma At the Gates. Za EP metal sastava Wisdom pogledajte At the Gates (EP).
At the Gates je švedski melodični death metal sastav. Smatraju se začetnicima melodičnog death metala uz sastave poput Dark Tranquillity i In Flames.

## Početak
At the Gates je osnovan 1990. nakon raspada Grotesque. Snimili su EP Gardens of Grief koji ih je doveo do potpisivanja ugovora s Peaceville Records i objavljivanja The Red in the Sky Is Ours 1991. Ovaj zvuk nije bio napredan kao njihovi kasniji radovi, ali je sastav privukao pozornost na sebe turnejama.

## Napredak i uspjeh
Godine 1994. sastav je objavio Terminal Spirit Disease koji se smatra velikim napretkom. Sastojao se od samo 7 novih pjesema, ali se moglo vidjeti koliko je sastav napredovao kroz proteklu godinu.
Sastav je nastavio s turnejama, i 1995. su napravili još jedan korak naprijed i pustili u prodaju, što se smatra njihovim najboljim albumom, Slaughter of the Soul. Ovaj album im je osigurao mjesto među vođama švedske metal scene.

At the Gates je ovim albumom privukao internacionalnu pažnju, turneju Amerikom i često prikazivanje spota za "Blinded by Fear" na MTV-u u Americi. 
Usprkos uspjehu koji je sastav postigao, braća Björler su napustili At the Gates 1996. Ostali članovi su odlzučili kako ne bi mogli nastaviti bez njih, te se sastav raspao.

## Nakon raspada
Nokon što su se At the Gates raspali 1996., bubnjar Adrian Erlandsson, basist Jonas Björler i gitarist Anders Björler su osnovali The Haunted. Tomas Lindberg je radio s grupama poput Skitsystem, Disfear, The Crown, Lock Up, Nightrage, te je trenutno član The Great Deceiver. Adrian Erlandsson ja napustio The Haunted kako bi se pridružio Cradle of Filth. Earache Records je 2001. obajavio kompilaciju Suicidal Final Art. Sastav se na kratko ujedinio 2007., te su zadnji nastup održali 21. rujna 2008. u Ateni, no krajem 2010. su izjavili da ponovo kreću na povratničku turneju u ljeto 2011.
At the Gates su utjecali na mnoge sastave zbog inovacija u metalcoreu. Kao npr. Darkest Hour, The Black Dahlia Murder i Killswitch Engage.

## Nagrade
At The Gates su nominirani za Švedski Grammy za Slaughter of the Soul 1995. zajedno s Firesideovim Do Not Tailgate, Meshuggahovim Destroy, Erase, Improve, i Yngwie Malmsteenovim Magnum Opus.

## Članovi
Sadašnja postava
- Jonas Björler – bas-gitara (1990. – 1992., 1992. – 1996., 2007. – 2008., 2010. – danas)
- Adrian Erlandsson – bubnjevi (1990. – 1996., 2007. – 2008., 2010. – danas)
- Tomas Lindberg – vokal (1990. – 1996., 2007. – 2008., 2010. – danas)
- Martin Larsson – gitara (1993. – 1996., 2007. – 2008., 2010. – danas)

Bivši članovi
- Björn Mankner – bas-gitara (1990.)
- Anders Björler – gitara (1990. – 1996., 2007. – 2008., 2010. – 2017.)
- Alf Svensson - gitara (1990. – 1993.)
- Cliff Lunberg – bas-gitara (1992.)
- Jonas Stålhammar – gitara (2017. – 2022.)

Koncertni članovi
- Jesper Jarold – violončelo (1991.)
- Tony Andersson - bas-gitara (1992.)
- Ola Englund – bas-gitara (2019.)
- Dirk Verbeuren – bubnjevi (2019.)

## Diskografija
Studijski albumi
- The Red in the Sky Is Ours (1992.)
- With Fear I Kiss the Burning Darkness (1993.)
- Terminal Spirit Disease (1994.)
- Slaughter of the Soul (1995.)
- At War with Reality (2014.)
- To Drink from the Night Itself (2018.)
- The Nightmare of Being (2021.)

EP-ovi
- Gardens of Grief (1991.)

Koncertni albumi
- Purgatory Unleashed - Live at Wacken (2010.)
- Live in Krakow (2010.)

Kompilacije
- Suicidal Final Art (2001.)

Split albumi
- Cursed to Tour (1996.)
- Gardens of Grief / In the Embrace of Evil (2001.)
- Maximum Metal (2006.)
- At the Gates / Decapitated (2014.)
- We Are Connected / Language of the Dead (2015.)

## Vanjske poveznice
- Službene At the Gates stranice
- At the Gates na Encyclopaediji Metallum